# Steamhammer
Steamhammer („Dampfhammer“) war eine britische Bluesrockband aus Worthing, Sussex.

## Musikalischer Werdegang

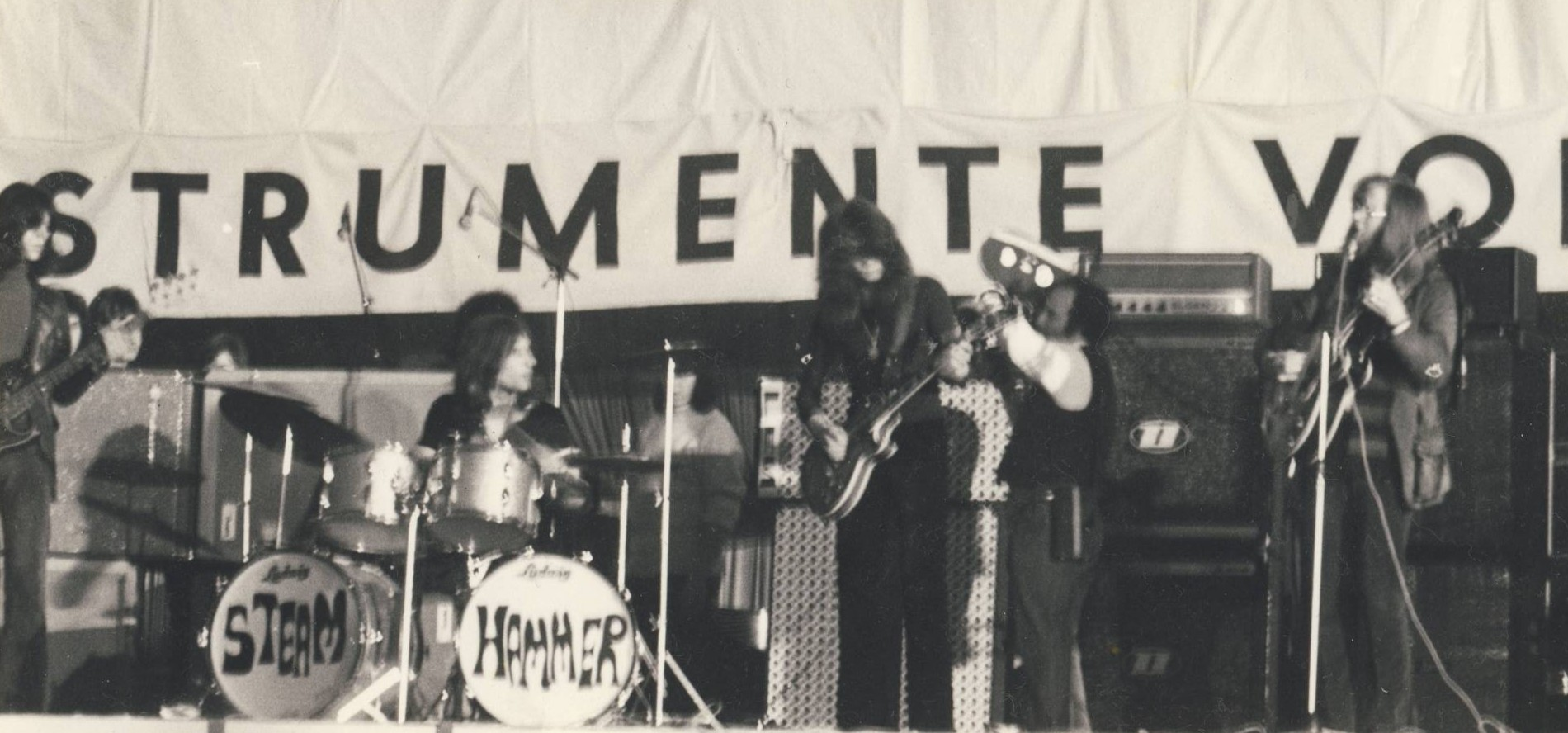
Steamhammer in Concert, Hamburg 1970

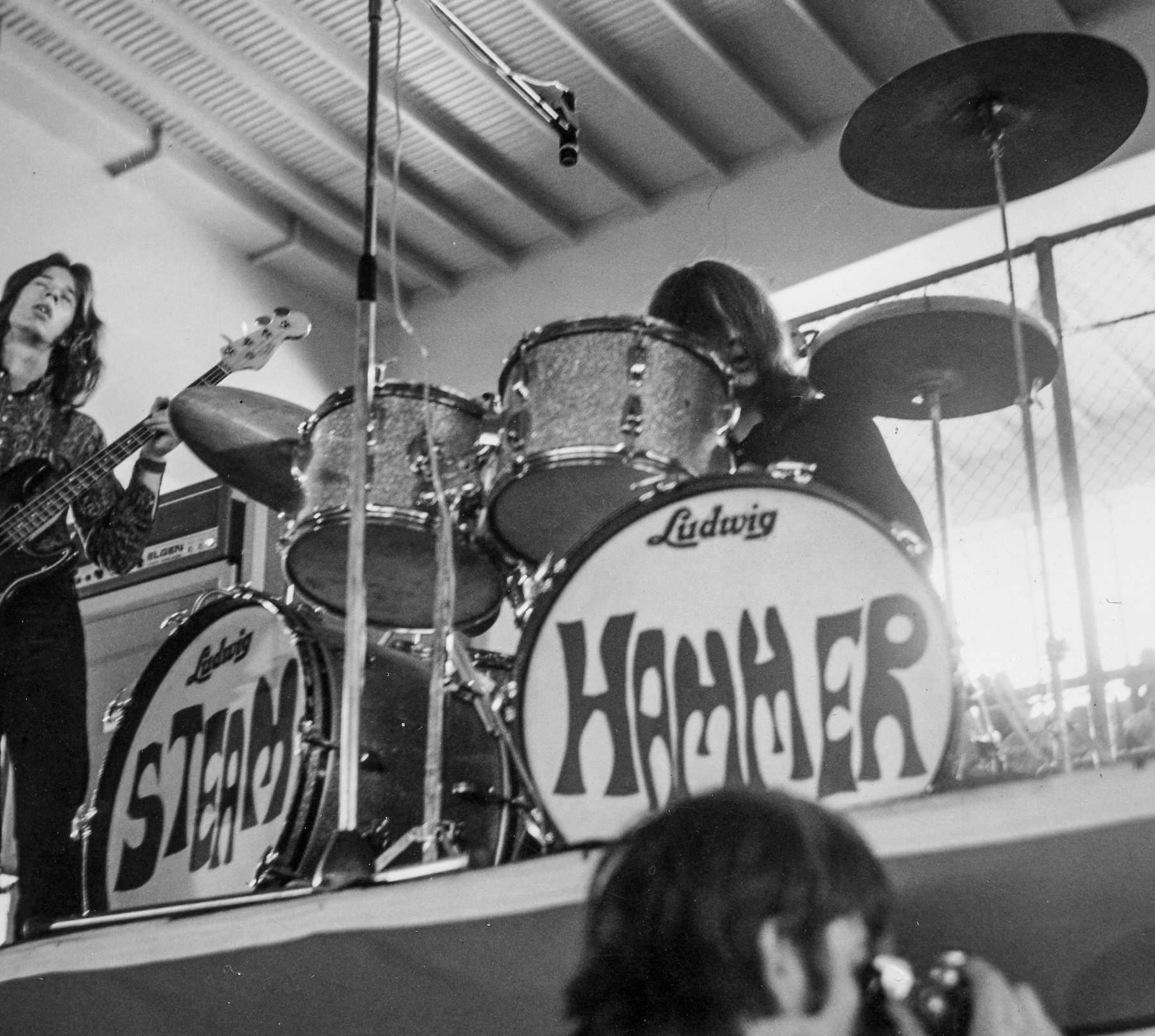
Steamhammer beim Joint Meeting in Düsseldorf, Mai 1970

Die Gruppe wurde 1968 von Martin Quittenton (Gitarre) und Kieran White († 1995, Gesang, Gitarre, Mundharmonika) gegründet. Die weiteren Bandmitglieder waren Martin Pugh (Gitarre), Steve Davy (Bass), Michael Rushton (Schlagzeug), Mick Bradley (Schlagzeug) und John Lingwood (Schlagzeug).
Freddie King holte Steamhammer als Begleitband für seine Englandtour. Im Jahr 1969 erschien das erste Album mit Bluesklassikern von B. B. King und Eddie Boyd, aber auch eigenen Titeln von White, Quittenton und Pugh.
Auch wenn die Plattenverkäufe die Hoffnungen nicht erfüllten, so war Steamhammer umso erfolgreicher als Liveband. Bereits im Sommer 1969 verließen Quittenton und Rushton die Gruppe und wurden durch Steve Jollife und Mick Bradley ersetzt.
Mit Jollife änderte sich der Musikstil der Band, der Sound wurde jazziger, der Jazzflötist Harold McNair wirkte als Gastmusiker beim Album Reflection mit. Damit war Steamhammer auf dem europäischen Festland erfolgreicher als in England. So gab es berauschende Auftritte als Warm-up-Band auf dem Pop- und Bluesfestival zu Ostern 1970 in der Ernst-Merck-Halle von Hamburg, bei dem auch The Nice und Alexis Korner auftraten. Nach Jollifes Ausscheiden wurde die Band wieder bluesiger und rockiger.
Mitte 1971 verließ Kieran White die Band wegen musikalischer Differenzen nach Beendigung der ersten Tour durch Britannien, da er einen einfacheren, folkbasierten Stil bevorzugte. Martin Quittenton kehrte zurück und ersetzte White, was als vorübergehend angesehen wurde, während man ein neues, permanentes Mitglied suchte. Schlagzeuger Mick Bradley starb im Februar 1972 an Leukämie. Postum erschien 1972 das Album Speech. Die Band wurde zunächst mit dem neuen Mitglied John Lingwood (Schlagzeug) fortgeführt. Im Juni 1973 wurde aber bekanntgegeben, dass sich die Gruppe in der Formation Pugh, Quittenton, Cennamo und Lingwood nun in Axis umbenannt habe, um alte Fesseln abzustreifen. Bereits im gleichen Monat fanden erste Auftritte unter dem neuen Namen statt, während einige zuvor unter Steamhammer gebuchte Auftritte später im Juli/August 1973 noch unter diesem Namen abliefen.

## Diskografie
(in eckigen Klammern das Land, in dem der Tonträger veröffentlicht wurde und das Platten-Label mit zugehörigen Artikelnummern)

### Singles
- Junior’s Wailing (Single Version) / Windmill (1969) [UK – CBS 4141]
- Autumn Song / Blues for Passing People (1969) [UK – CBS 4496]
- Mountains / I Wouldn’t Have Thought (1971)

### Alben
- Reflection (Junior’s Wailing) (1969) [D – CBS 63611]
- MK II (1969) [D – CBS 63694]
- Mountains (1970) [D – Metronome 15376]
- Speech (1971) [D – Brain 1009]

### Wiederveröffentlichungen der Originalalben
- Steamhammer (1970) entspricht dem Album Reflection [D – Bellaphon BLPS 19030]
- MK II (1970) [D – Bellaphon BLPS 19049]
- Steamhammer (1970) entspricht dem Album MK II [D – Bellaphon BPU 14012]
- This Is Steamhammer (1972) → entspricht dem Album Speech [D – 2001 Brain 201042]
- This Is Steamhammer, Doppel-LP (1974) → entspricht den Alben Speech & Mountains [D – Brain 2/1043]
- MK II (1976) [D – Bellaphon 14012 Pickup]
- Speech (1978) [D – Metronome 0040.054]
- Mountains – Remastered Version (1990) [Repertoire Records 4066-WZ]